# Donacoscaptes dentilineella
Donacoscaptes dentilineella là một loài bướm đêm trong họ Crambidae.